# Ping On Bun

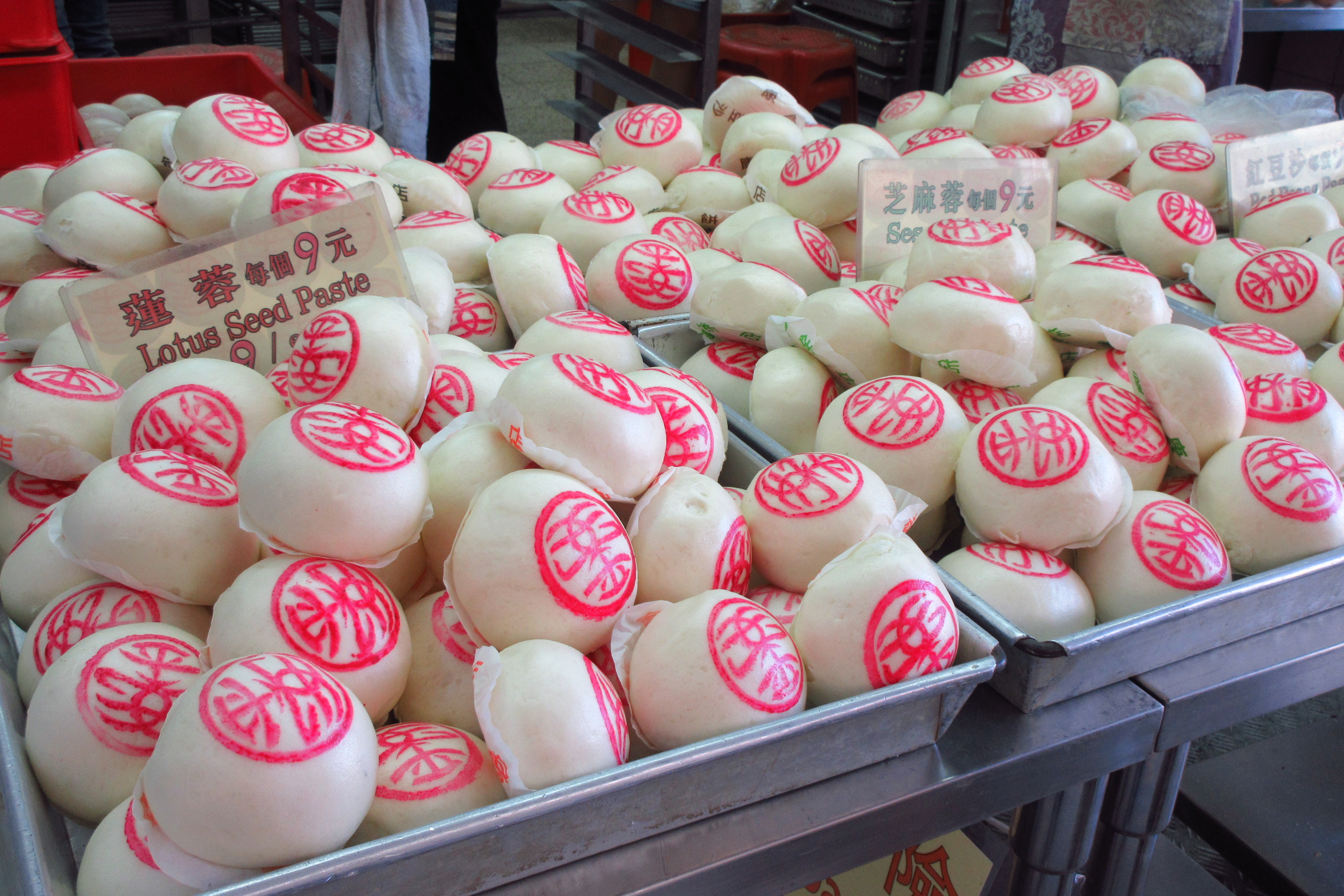
Einige Ping on bun

Ping on bun (chinesisch 平安包, Pinyin píng'ān bāo, Jyutping ping4on1 baau1 – „Baozi des Friedens; Friedens-Teigling; Teiling für Heil und Gesundheit“) gehört zum chinesischen Baozi. Es ist eine Art gedämpfter Hefekloß, beziehungsweise Dampfnudel, die vor allem in Hongkong und der Kanton-Küche beliebt ist.

## Geschichte
In der Qing-Zeit war eine Epidemie in Cheung Chau Anlass für ein Fest zu Ehren des daoistischen Gottheit Beidi (kant.: Pak Tai), zu dessen Gebräuchen auch das so genannte Qiangbaoshan (etwa „Bun-Haschen“, 搶包山, Jyutping Coeng2baau1saan1) gehört. Beim jährlichen Cheung Chau Bun Festival kleiden sich traditionell die Dorfbewohner als daoistische Gottheit und ziehen durch die Straßen und Gassen, um Böses zu vertreiben. Dieser traditioneller Umzug ist lokal als „Piaose-Umzug“ (飄色巡遊,  Piāosè Xúnyóu, Jyutping Piu1sik1 Ceon4jau4, englisch Flying Colors Parade) bekannt. In der modernen Zeit verkleiden sich Kinder der Gemeinde gerne auch als gesellschaftlich bekannte Persönlichkeiten oder Figuren. Aus diesem Anlass werden mit den Hefeklöße drei große Türme (包山,  Bāoshān, Jyutping Baau1saan1 – „Hefekloß-Berg“, also „zum Berg aufgetürmte Baozi“) errichtet. Auf Gestellen aus Bambus werden 18 Meter hoch die Hefeklöße „aufgeschichtet“ und Wettkämpfer wetteifern darum, an den Türmen möglichst weit hoch zu klettern und diese Hefeklöße von weit oben zu klauben. Diese aufgesammelte „Trophäen“ werden schließlich als Glücksbringer verteilt. Früher wurden die Hefeklöße nach religiösen Zeremonien an die Dorfbewohner verteilt und als Opfergaben für Götter und Geister verwendet. Heute ist das Festival neben der ursprünglich lokalen religiösen Bedeutung ein wichtiges Ereignis im Tourismus und wichtige Einnahmequelle für die Dorfgemeinschaft auf der Insel geworden.
Nach dem traditionellen Glauben der Dorfbewohner soll der Verzehr heißer Ping On Buns Krankheiten vertreiben und ein Ausbringen von bepuderten Ping On Buns bei Stürmen helfen das unruhige Meer zu besänftigen.

## Herstellung
Die Ping On Bun stammen aus Hongkong und werden lokal in kleinen Manufakturen oder Familienbetrieben hergestellt. Sie bestehen aus feinem Mehl, Paste der Lotossamen, Zucker sowie Laugen und Backtriebmitteln. Die Hefeklöße werden in heißen Wasserdampf gedämpft und erhalten nach circa 30 Minuten den Ping On-Stempel und werden anschließend nochmals kurz gedämpft. Gewöhnlich werden sie heiß oder bei Zimmertemperatur gegessen. Gelegentlich werden geschmackliche Varianten mit Roter Bohnenpaste (Paste aus Adzukibohne) oder Grüner Bohnenpaste (Paste aus Mungbohne) angeboten.

## Kulturelle Bedeutung
Zum Cheung Chau Bun Festival kommen zehntausende Touristen nach Cheung Chau und bei der Austeilung der Ping On Buns vor dem Pak Tai-Tempel Yuk Hui Gung bilden sich lange Menschenschlangen. An einem Tag werden zehntausende Ping On Bun verkauft und es gibt mittlerweile zahlreiche Souvenir-Artikel wie Kissen und Fächer. Immer wieder gibt es jedoch Probleme mit gesundheitsschädlichen Inhaltsstoffen.